# Лаврентьев, Андрей Сергеевич
Андрей Сергеевич Лаврентьев (род. 29 июня 1979 года, г. Алматы, Казахстан) — предприниматель, Председатель совета директоров АО «Группа компаний «Аллюр» (Allur Group).

## Биография
Андрей Лаврентьев родился 29 июня 1979 года в городе Алматы. Женат. Воспитывает шестерых детей. Отец — Сергей Петрович, инженер по техническим гидросооружениям, кандидат наук, по
проекту которого была построена плотина на Бартогайском водохранилище; военный в звании полковника. Мать — Элла Антоновна — экономист Госплана.

## Образование
Высшее образование - Высшая школа права по специальности «Юриспруденция»

## Карьера
С 2003 года один из основателей и акционер компании, AllurAuto
С 2010 года один из основателей и президент ОЮЛ «Ассоциация Казахстанского автобизнеса».
С 2015 года председатель совета директоров АО «Группа компаний «Аллюр» - производство и дистрибьюция всех типов колесных транспортных средств.
С 2017 года Председатель совета директоров АО «АгромашХолдинг» - производство сельскохозяйственной техники.

## Промышленность
В 2012 году Андрей Лаврентьев основывает производство автомобилей методом CKD сборки, включая сварку и окраску кузовов в Республике Казахстан.
В 2013 году автозаводу ТОО «СарыаркаАвтоПром» была вручена специальная премия Президента РК «Алтын сапа» в категории «Лидер индустриализации».
В 2017 году Лаврентьев становится акционером АО «АгромашХолдинг KZ», которое получает эксклюзивные права на дистрибьюцию сельскохозяйственной техники ОАО «Гомсельмаш» на территории РК.
В 2019 году становится партнёром и акционером заводов «KamLitKZ» и «TobolKZ» по производству автокомпонентов; завода «KamaTyresKZ» по производству легковых и грузовых шин с ПАО «Татнефть».
В 2019 году получает долю в совместном предприятии с «Петербургским тракторным заводом» по производству энергонасыщенных тракторов «Кировец» на новом «Костанайском тракторном заводе».
В 2020 году Лаврентьев становится акционером совместного с АО «Узавтосаноат» производства автомобилей американского бренда Chevrolet в Казахстане.
В тот же год АО «Группа компаний Аллюр» открывает в г. Астана первый Национальный павильон отечественных электромобилей, развивая «зеленые технологии» в Казахстане.
В конце 2020 года Андрей Лаврентьев становится акционером компании  QazTehna завода по производству автобусов. Технологическим партнером выступила крупнейшая в мире компания по производству пассажирской техники - Yutong.
В 2021 году становится акционером завода по производству сельхоз и авто компонентов — «Локализационный центр» в г. Костанай.
В 2021 году становится акционером совместного с компанией Kia Corporation производства автомобилей бренда Kia в Казахстане
В 2022 году становится акционером завода по производству бытовой техники и телевизоров Silk Road Electronics. Партнером является узбекская компания Artel.
В декабре 2023 выкупил акции «АрселорМиттал Темиртау» у индийского магната Лакшми Миттал за 286 млн долларов. Компания будет называться Qarmet.

## Общественная деятельность
Является участником Национальной экономической палаты Казахстана Союз «Атамекен»;
Член совета попечителей ALMA University
С 2015 является членом правления Союза машиностроителей Казахстана.

## Награды и заслуги
Награждён Нагрудным знаком «Құрметті машина жасаушы» за значимый вклад в казахстанский автопром.
Награждён юбилейной медалью «Қазақстан Конституциясына 20 жыл» за обеспечение верховенства Конституции, становление и развитие конституционных основ Республики Казахстан, защиту конституционных прав граждан.
Победитель Международного конкурса Ernst&Young «Предприниматель года 2014» в Казахстане.
Кавалер ордена «Құрмет» за вклад в социально-экономическое развитие Костанайской области.
Награждён орденом «Парасат» за вклад в социально-экономическое развитие Казахстана